# Tentativa de golpe de Estado na República Democrática do Congo em 2004
A tentativa de golpe de Estado na República Democrática do Congo em 2004 foi uma intentona golpista contra o Governo de Transição apoiado pela Organização das Nações Unidas (ONU), liderado por membros renegados da guarda presidencial, incluindo o Major Eric Lenge. Às 2h40, hora local, do dia 11 de junho, as forças rebeldes assumiram brevemente o controle das estações de transmissão estatais e anunciaram a suspensão das instituições de transição do país, com o Major Lenge assumindo ele próprio o controle. A capital do país, Quinxassa, também sofreu um apagão, alegadamente causado pelos rebeldes. Na falta de apoio de autoridades governamentais ou de potências externas, o golpe de Estado falhou miseravelmente.
Ao amanhecer, às 5h15, as tropas legalistas recuperaram com sucesso o controle da rádio estatal e forçaram o Major Lenge e seus homens a recuar para uma base militar em Quinxassa. Sons de bombardeios e tiros podiam ser ouvidos na capital enquanto os confrontos ocorriam na base militar, no centro da cidade e na residência presidencial. Os homens de Lenge procuraram refúgio contactando várias embaixadas estrangeiras. Ao meio-dia, doze dos vinte soldados que acompanhavam o líder até a base já haviam sido presos, enquanto os demais fugiram, incluindo o Major Lenge. Mais tarde, ele foi cercado no Aeroporto de N'djili, em Quinxassa, pelas forças governamentais. No entanto, o Major Lenge, incluindo os seus homens, conseguiram de alguma forma fugir num comboio de jipes. Acabou por escapar à captura, o que levou figuras da oposição a acusarem Joseph Kabila de ter ele próprio organizado o golpe para obter poderes de emergência. Em resposta, um porta-voz presidencial explicou que a relutância em usar a força para não colocar os civis em perigo foi a principal razão pela qual as forças governamentais não conseguiram capturar prontamente o Major Lenge. Em Julho, foi extraditado de Brazavile, República do Congo, para a República Democrática do Congo.
A comunidade internacional condenou a tentativa de golpe em geral: o Presidente da União Africana, Alpha Oumar Konaré, elogiou o governo de transição por ser capaz de reprimir o golpe, enquanto a Missão das Nações Unidas na República Democrática do Congo (MONUSCO) apoiaram firmemente o governo de transição e denunciaram quaisquer ameaças ao processo transicional.